# Тейлор, Гилберт
Гилберт Тейлор (англ. Gilbert Taylor; 12 апреля 1914 — 23 августа 2013) — британский кинооператор, двукратный номинант на премию BAFTA. Широко известен по работе над лучшими картинами Стэнли Кубрика, Джорджа Лукаса, Романа Полански и Альфреда Хичкока.

## Биография
Гилберт Тейлор родился 12 апреля 1914 года в небольшом городке Бушей на востоке Англии в семье успешного строителя. После школы Гилберт, следуя по стопам отца, пошёл учиться на архитектора, однако такое будущее его не привлекало. Начал свой путь в кинематографе в 1929 году, придя на студию «Гомон Бритиш» (Gaumont British) в качестве ассистента оператора. Этому воспротивился отец мальчика, однако мать подростка убедила его в правильности выбора сына.
В годы Второй мировой войны служил в ВВС Великобритании, фотографируя военные цели с воздуха. Отслужив шесть лет, вернулся в кинематограф уже как профессиональный оператор.
Работал над такими фильмами, как «Вечер трудного дня», «Доктор Стрейнджлав» (оба 1964 года), «Отвращение» 1965 года, «Омен» 1976 года, «Звёздные войны» 1977 года и «Флэш Гордон» 1980 года.
Работал с такими режиссёрами, как Стэнли Кубрик, Ричард Лестер, Джордж Лукас, Роман Полански, Альфред Хичкок и Майк Ходжес.
Скончался 23 августа 2013 года, не дожив полугода до 100-летнего юбилея в Ньюпорте (остров Уйат).

## Избранная фильмография
- Мстители (некоторые эпизоды)
- Доктор Стрейнджлав, или Как я перестал бояться и полюбил бомбу
- Вечер трудного дня
- Отвращение
- Тупик
- Макбет
- Исступление
- Омен
- Звёздные войны[a]
- Омен 2: Дэмиен
- Дракула
- Бегство к Афине
- Флэш Гордон

## Заметки
1. 1 2  Позже названные как «Звёздные войны. Эпизод IV: Новая надежда»